# Pola Gauguin
Pour les articles homonymes, voir Gauguin (homonymie).
Pola Gauguin ou Paul-Rollon Gauguin, né le 6 décembre 1883 à Paris et mort le 2 juillet 1961 à Copenhague, est un peintre, critique d'art et biographe norvégo-danois.

## Biographie
Né en 1883 à Paris, Pola Gauguin est le plus jeune des cinq fils de Paul Gauguin et de sa femme Mette Sophie Gad (1850-1920). Il est le cadet d'Émile Gauguin (1874–1955), Aline Gauguin (1877–1897) , Clovis Gauguin (1879–1900) et Jean-René Gauguin (1881–1961). En 1884, alors qu'il n'a qu'un an, sa famille déménage au Danemark. L'année suivante, son père retourne sans eux à Paris et ils sont éduqués par leur mère et ses parents. Il n'a plus aucun contact avec son père après 1890.
Il intègre en 1905 la Kunstakademiets Arkitektskole (en), établissement dépendant de l'Académie royale des beaux-arts du Danemark avant de devenir, en 1906, l'assistant des architectes Hermann Baagøe Storck (en) et Anton Rosen (en). Il participe à des expositions à la Kunstnernes Efteraarsudstilling et à la Société des artistes indépendants de Paris.
Il fonde à Oslo une école d'art qu'il gère jusqu'en 1924, mais traversant une crise artistique durant les années 1920, il devient journaliste et collabore aux journaux Dagbladet, Tidens Tegn, Verdens Gang et Ekstra Bladet.
Il épouse Ingrid Blehr (1881-1959) en 1910 et est le père du peintre et sculpteur Paul René Gauguin (1911-1976).
Durant la Seconde Guerre mondiale, il est emprisonné pendant 19 jours au camp de concentration nazi de Grini.